# Spilosoma crassa
Spilosoma crassa är en fjärilsart som beskrevs av Car. 1898. Spilosoma crassa ingår i släktet Spilosoma och familjen björnspinnare. Inga underarter finns listade i Catalogue of Life.